# Rychnowska Wola
Rychnowska Wola (deutsch Sophienthal) ist ein kleines Dorf in der polnischen Woiwodschaft Ermland-Masuren. Es gehört zur Gmina Grunwald (Landgemeinde Grünfelde) im Powiat Ostródzki (Kreis Osterode in Ostpreußen).

## Geographische Lage
Rychnowska Wola liegt am Flüsschen Drewenz (polnisch Drwęca) im südlichen Westen der Woiwodschaft Ermland-Masuren, 15 Kilometer südöstlich der Kreisstadt Ostróda (deutsch Osterode in Ostpreußen).

## Geschichte
Das kleine Dorf Sophienthal wurde erstmals im Jahre 1783 erwähnt. 1874 kam der Ort zum Amtsbezirk Reichenau (polnisch Rychnowo) im Kreis Osterode in Ostpreußen.
291 Einwohner waren 1910 in Sophienthal registriert. Ihre Zahl sank bis 1933 auf 221 und belief sich 1939 auf noch 194.
In Kriegsfolge wurde Sophienthal 1945 mit dem gesamten südlichen Ostpreußen an Polen überstellt. Das Dorf erhielt die polnische Namensform Rychnowska Wola und ist heute eine Ortschaft im Verbund der Gmina Grunwald (Landgemeinde Grünfelde mit Sitz in Gierzwałd (Geierswalde)) im Powiat Ostródzki (Kreis Osterode in Ostpreußen), bis 1998 der Woiwodschaft Olsztyn, seither der Woiwodschaft Ermland-Masuren (mit Sitz in Olsztyn (Allenstein)) zugehörig.

## Kirche
Bis 1945 war Sophienthal in die evangelische Kirche Reichenau (Ostpreußen) in der Kirchenprovinz Ostpreußen der Kirche der Altpreußischen Union, außerdem in die römisch-katholische Kirche Osterode in Ostpreußen im damaligen Bistum Ermland eingepfarrt.
Heute gehört Rychnowska Wola evangelischerseits zur Kirche Olsztynek (Hohenstein i. Ostpr.), einer Filialkirche von Olsztyn (Allenstein) in der Diözese Masuren der Evangelisch-Augsburgischen Kirche in Polen, katholischerseits zur Mariä-Himmelfahrt-Kirche Rychnowo im Dekanat Grunwald des jetzigen Erzbistums Ermland.

## Verkehr
Rychnowska Wola liegt nördlich der früheren Reichsstraße 130, die in diesem Abschnitt von Rychnowo nach Olsztynek führt und durch eine Stichstraße von ihr aus zu erreichen ist. Eine Bahnanbindung besteht nicht.